# Куликове (заказник)
Ку́ликове — гідрологічний заказник місцевого значення в Україні. Розташований у межах Мринської сільської громади Ніжинського району Чернігівської області, на південь від села Плоске. 
Площа 24 га. Статус присвоєно згідно з рішенням Чернігівського облвиконкому від 27.12.1984 року № 454; від 28.08.1989 року № 164. Перебуває у віданні ДП «Ніжинське лісове господарство» (Мринське л-во, кв. 106, 110). 
Статус присвоєно для збереження лучно-болотного природного комплексу на правобережній заплаві річки Остер. У деревостані прилеглого лісу переважають дуб, сосна, вільха; на перезволожених ділянках багато чагарників.